# Gerola Alta
Gerola Alta (Giarœla in dialetto valtellinese) è un comune italiano di 163 abitanti della provincia di Sondrio in Lombardia. È il comune più meridionale della provincia ed è situato a sud-ovest del capoluogo, in val Gerola.

## Origini del nome
Gerola deve il suo nome alla ghiaia, in dialetto locale gera, poiché ne venne invasa durante una distruttiva piena del torrente Bitto, dal quale è attraversata.

## Storia

### Simboli
Lo stemma comunale e il gonfalone sono stati concessi con decreto del presidente della Repubblica del 2 marzo 1954.
Il gonfalone è un drappo trinciato di verde e di bianco.

## Società

### Evoluzione demografica
Abitanti censiti

## Cultura

### Eventi
Grande rilevanza ha la festa del formaggio bitto, con la tradizionale sagra, che si tiene ogni anno la terza domenica di settembre, e richiama centinaia e centinaia di persone da tutta la Lombardia, e anche oltre. Allevatori e furmagiàt espongono sulle bancarelle innumerevoli forme del famoso formaggio, con cui si fa la polenta taragna.

## Geografia antropica
Il paese ha diverse frazioni: Valle, Nasoncio, Fenile, Pescegallo posto a 1425/1450 metri d'altitudine, Castello, Ravizze, Case di Sopra e Laveggiolo, posto a 1500 metri d'altitudine.

## Economia

### Artigianato
L'artigianato locale è incentrato sulla produzione del tappeto tipico denominato il "pezzotto" valtellinese, caratterizzato da una grande vivacità e varietà di colori, oltre a pregevoli disegni geometrici.

### Turismo
A Pescegallo vi è una stazione turistica di sport invernali con due impianti di risalita per la pratica dello sci alpino, ma la zona è nota soprattutto per la pratica dello sci alpinismo.
Per gli escursionisti dal parcheggio di Pescegallo (1.454 m), è possibile raggiungere a piedi o in seggiovia il rifugio Salmurano (1.848 m) e proseguire verso il passo Salmurano (2.017 m), che congiunge la Valle del Bitto di Gerola alla Val Brembana.

## Amministrazione
Dal 2018 sindaco del comune è Rosalba Acquistapace.